# Taobao

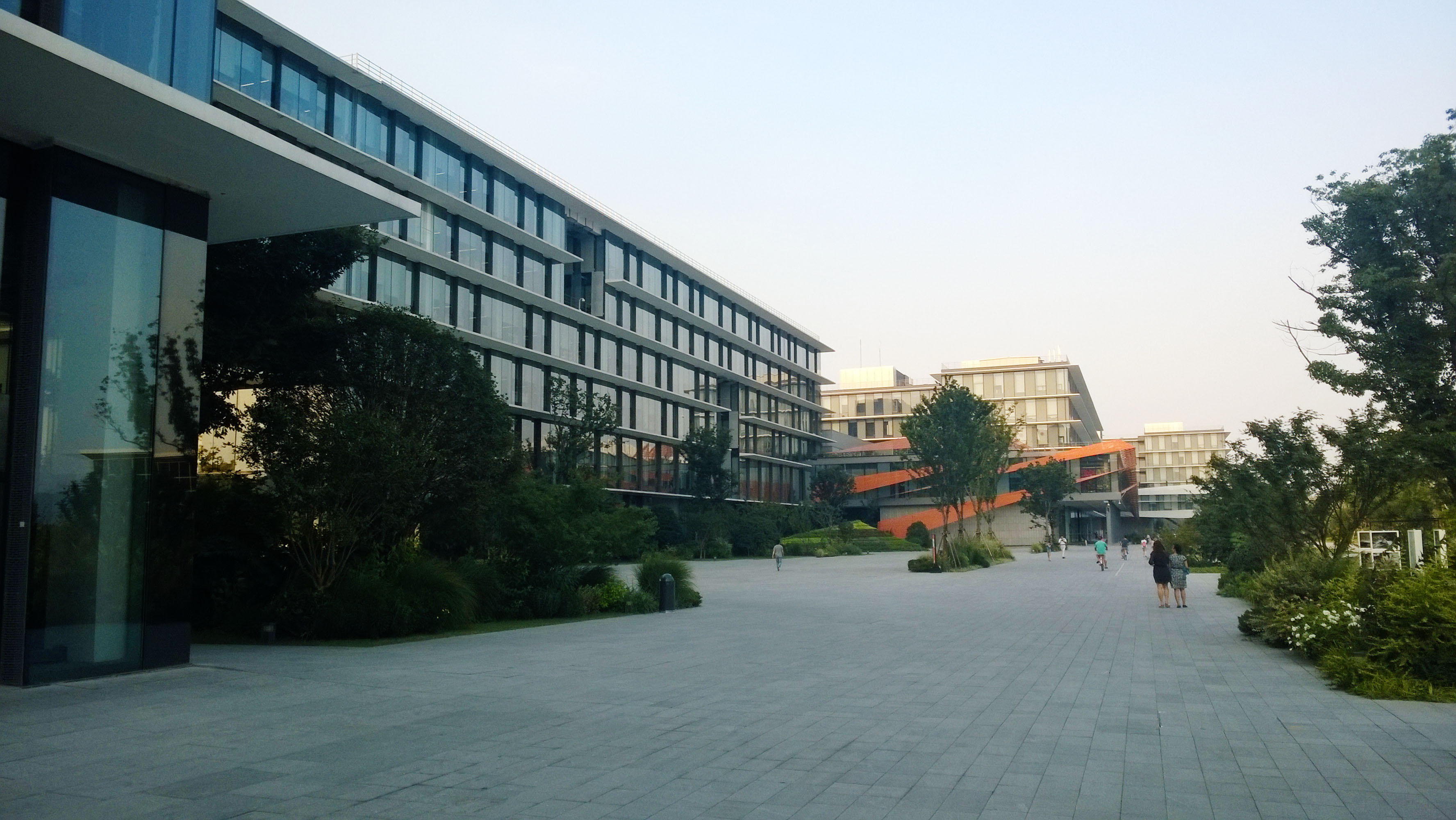
Таобао Парк

Taobao.com (кит. трад. 淘寶網, упр. 淘宝网, пиньинь Táobǎo Wǎng) — интернет-магазин, ориентированный на конечного потребителя. Сайт работает по системе C2C («потребитель для потребителя») — форма электронной торговли, которая заключается в продаже товаров и услуг между потребителями. В данном случае сайт Taobao.com выступает в роли посредника между покупателем и продавцом. Создан компанией Alibaba Group с целью облегчить проведение сделок между отдельными потребителями и широким диапазоном продавцов, такими, как розничные и оптовые продавцы и др.

## Общая информация
На Taobao предлагается широкий ассортимент товаров: одежда и аксессуары, обувь, головные уборы, бытовая техника и другие товары народного потребления, как новые, так и бывшие в употреблении. Продажа возможна по фиксированной или договорной цене или через аукцион. Для регистрации раньше[когда?] было необходимо иметь телефонный номер китайского оператора и счет в китайском банке.
Конкурентами Taobao.com являются компании Dangdang.com и 360buy.com.

## История
На январь 2014 года на Taobao может зарегистрироваться любой человек из любой страны мира. Достаточно указать номер мобильного телефона той страны, где проживает желающий зарегистрироваться. На него придёт сообщение для активации аккаунта. Товары оплачиваются картами Visa. Остаётся под вопросом доставка товаров с Taobao в другие страны.
В 2008 году оборот составил 99,96 млрд юаней (около 15 млрд долларов США), при этом на долю Taobao приходилось 80 % сделок от всего объёма продаж на китайском рынке интернет-магазинов.
По состоянию на 2011 год на Taobao приходилось около 80 % рынка онлайн-продаж, а количество зарегистрированных пользователей составило 370 миллионов.
По информации корреспондентов «Синьхуа ньюс», в 2012 году оборот Taobao и платёжной системы Alipay достиг одного триллиона юаней, что сравнимо с оборотом eBay и Amazon.
В июне 2011 года в СМИ появилась информация о том, что компания Alibaba Group реорганизует компанию, разделив её на три части. Основная цель — повышение конкурентоспособности, а также развитие различных моделей ведения бизнеса.
Предполагается, что Taobao будет разделен на следующие компании:
- Taobao Mall (продажа товара потребителям производителями и бизнесом);
- Taobao Marketplace (торговля потребителей между собой)
- eTao (электронный сервис и поисковая система, ориентированная на потребительский рынок)[3].

Alipay (упрощенный китайский: 支付宝; традиционный китайский: 支付宝, пиньинь: Zhīfùbǎo), интернет-платформа для осуществления онлайн-платежей, наиболее предпочтительна при работе с Taobao.
AliWangWang (кит. 阿里旺旺, пиньинь: ĀlǐWàngWàng) — бесплатное проприетарное программное обеспечение, система мгновенного обмена сообщениями в сети Интернет. Используется клиентами и продавцами Taobao.com как основное средство связи. Основная задача использования AliWangWang — это уточнение критериев заказа.
С марта 2022 года пользователи Taobao могут изменять свои имена аккаунтов.